# تشانغ مينغيانغ
تشانغ مينغيانغ (بالصينية: 张名扬؛ مواليد 16 أغسطس 1998) هو مُقاتل فنون قتالية مختلطة صيني.

## وصلات خارجية
لا توجد روابط لمواقع التواصل الاجتماعي.

- هذه المقالة لا تملك بيانات على ويكي بيانات
- لا بيانات لهذه المقالة على ويكي بيانات تخص الفن